# わかしお (潜水艦・2代)
わかしお（ローマ字：JS Wakashio, SS-587）は、海上自衛隊の潜水艦。はるしお型潜水艦の5番艦。艦名は長潮の翌日の意である若潮から由来し、この名を受け継いだ日本の艦艇としては、はやしお型潜水艦「わかしお」（SS-522）に続き2代目にあたる。（ただし、建造はされなかった改⑤計画における改夕雲型駆逐艦の計画艦の予定艦名に若潮（わかしお）がある。）

## 艦歴
「わかしお」は、中期防衛力整備計画に基づく平成2年度計画2400トン型潜水艦8102号艦として、三菱重工業神戸造船所で1990年12月12日に起工され、1993年1月22日に進水、1994年3月1日に就役し、第2潜水隊群第3潜水隊に編入され横須賀に配備された。
1995年8月23日から11月28日までの間、ハワイ派遣訓練に参加。
1997年3月12日、第3潜水隊が隊番号交換により第6潜水隊に改称。
1998年8月27日から11月26日までの間、ハワイ派遣訓練に参加。
2001年8月29日から11月28日までの間、ハワイ派遣訓練に参加。
2006年4月14日、さちしお除籍に伴い、第6潜水隊が廃止され、第2潜水隊群第4潜水隊に編入。
2012年10月14日、自衛隊観艦式に参加。
2013年3月5日、新たに横須賀に配備されるそうりゅう型潜水艦「ずいりゅう」の就役により、除籍された。最終所属は第2潜水隊群第4潜水隊（横須賀）であった。退役までの潜航回数621回、航海時間47,488時間、総航程は地球約13周分にあたる275,129海里（442,777.21km）を航海した。

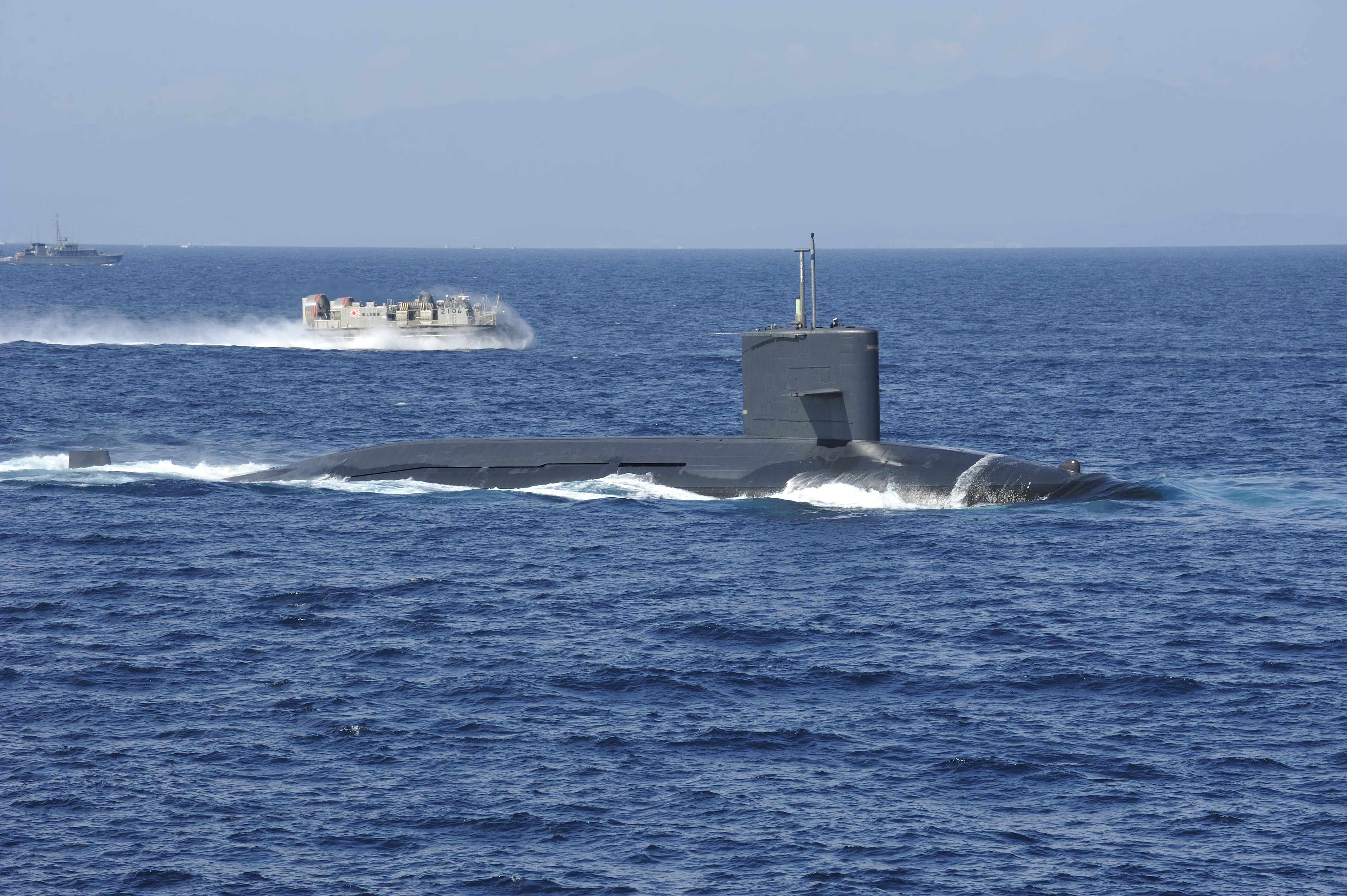
自衛隊観艦式予行における「わかしお」(2012年10月11日)
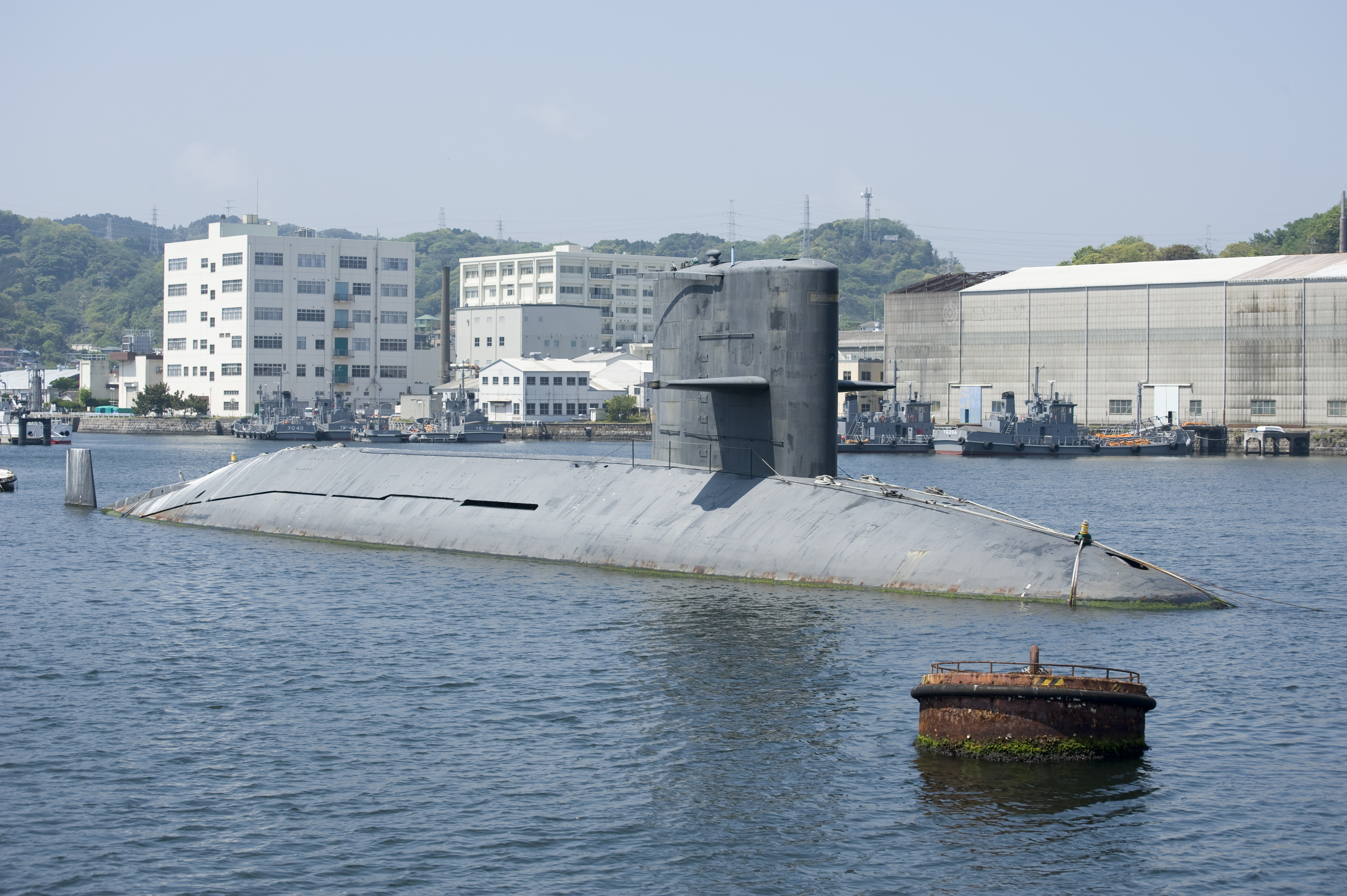
長浦港に係留された除籍後の「わかしお」(2015年4月27日)

### 歴代艦長
| 代 | 氏名       | 在任期間                       | 出身校・期 | 前職                               | 後職                         | 備考                                  |
| -- | ---------- | ------------------------------ | ---------- | ---------------------------------- | ---------------------------- | ------------------------------------- |
| 01 | 上田知成   | 1994年3月1日 - 1994年12月14日  |            | わかしお艤装員長                   | 潜水艦隊司令部幕僚           |                                       |
| 02 | 酒井良文   | 1994年12月15日 - 1997年7月31日 | 防大22期   | 潜水艦隊司令部付                   | 海上幕僚監部調査部調査課     |                                       |
| 03 | 吉岡俊一   | 1997年8月1日 - 2000年2月29日   | 防大25期   | はやしお艦長                       | 海上幕僚監部防衛部装備体系課 |                                       |
| 04 | 徳納則雄   | 2000年3月1日 - 2001年6月18日   | 防大26期   | 防衛大学校訓練部指導教官           | あきしお艦長                 |                                       |
| 05 | 佐々木秀悦 | 2001年6月19日 - 2004年1月19日  | 防大30期   | 潜水艦隊司令部                     | 海上幕僚監部防衛部防衛課     |                                       |
| 06 | 岩永 豊    | 2004年1月20日 - 2005年3月24日  |            | 横須賀潜水艦教育訓練分遣隊訓練科長 |                              |                                       |
| 07 | 奥田 寿    | 2005年3月5日 - 2006年2月28日   | 防大28期   | 潜水艦隊司令部幕僚                 |                              |                                       |
| 08 | 大林幸義   | 2006年3月1日 - 2007年6月19日   |            | みちしお艦長                       | 阪神基地隊付                 |                                       |
| 09 | 川北正哉   | 2007年6月20日 - 2008年6月30日  |            | 潜水艦隊司令部                     | あさしお艦長                 |                                       |
| 10 | 石田享大   | 2008年7月1日 - 2009年6月30日   | 防大33期   | 潜水艦隊司令部                     | はやしお艦長                 | 就任時3等海佐 2009年1月1日2等海佐昇任 |
| 11 | 岡林眞人   | 2009年7月1日 - 2010年8月1日    | 防大35期   | 潜水艦隊司令部                     | けんりゅう艤装員長           |                                       |
| 12 | 新妻嗣礼   | 2010年8月2日 - 2011年7月31日   | 防大37期   | 潜水艦隊司令部                     | 海上幕僚監部防衛部装備体系課 |                                       |
| 13 | 福山義人   | 2011年8月1日 - 2013年3月5日    | 防大40期   | 潜水艦隊司令部                     | 統合幕僚監部防衛計画部計画課 |                                       |